# بين سالتر
بين سالتر (بالإنجليزية: Ben Salter)‏ هو موسيقي أسترالي، ولد في 23 مارس 1977.

## وصلات خارجية
- بين سالتر على موقع ميوزك برينز (الإنجليزية)
- بين سالتر على موقع ديسكوغز (الإنجليزية)